# Chances (álbum)
Chances es el séptimo álbum de estudio del dúo argentino Illya Kuryaki and the Valderramas, lanzado en el 2012. En su regreso, los Illya Kuryaki trabajan junto al tecladista y productor Rafa Arcaute para 14 canciones variadas, entre las que se destacan «Chica», «Funky futurista», «Águila amarilla» y «Monta el trueno».
El álbum fue premiado con cinco Premios Gardel incluyendo el de Mejor álbum de rock y mejor video musical por «Ula ula».
Además obtuvo cinco nominaciones en los Grammy Latinos de 2013 en las categorías Mejor álbum de música alternativa, Mejor interpretación de música urbana («Amor»); mejor canción alternativa por «Monta el Trueno», mejor video musical versión corta y mejor canción urbana por «Ula ula», en la cual resultó premiada en este último rubro. Adicionalmente, la sexta nominación fue para Rafael Arcaute, como «Productor del Año» gracias a su trabajo en este álbum. En la versión estadounidense de los Premios Grammy de 2014, fue nominado al mejor álbum de rock latino/alternativo.

## Lista de canciones
| Edición estándar |                          | |          |  |
| N.º              | Título                   | Escritor(es) | Duración |  |
| 1.               | «Ula Ula»                | Emmanuel Horvilleur, Dante Spinetta | 4:03     |  |
| 2.               | «Funky futurista»        | Horvilleur, D. Spinetta | 3:55     |  |
| 3.               | «Adelante»               | Horvilleur, D. Spinetta | 4:01     |  |
| 4.               | «Águila amarilla»        | Horvilleur, D. Spinetta | 4:01     |  |
| 5.               | «Chica»                  | Horvilleur, D. Spinetta | 3:46     |  |
| 6.               | «Amor»                   | Horvilleur, D. Spinetta | 4:01     |  |
| 7.               | «Celebración»            | Horvilleur, D. Spinetta | 3:55     |  |
| 8.               | «El encuentro»           | Horvilleur, D. Spinetta | 4:25     |  |
| 9.               | «Soy música»             | Horvilleur, D. Spinetta | 4:03     |  |
| 10.              | «Helicópteros»           | Horvilleur, D. Spinetta | 3:06     |  |
| 11.              | «Madafaka» (con Molotov) | Ismael «Tito» Fuentes de Garay, Francisco Ayala Gonzáles, Horvilleur, Miguel Ángel Huidobro Preciado, D. Spinetta, Randy Ebright Wildeman | 4:05     |  |
| 12.              | «Yacaré»                 | Horvilleur, D. Spinetta | 3:56     |  |
| 13.              | «Safari espiritual»      | Horvilleur, D. Spinetta | 3:59     |  |
| 14.              | «Monta el trueno»        | Horvilleur, D. Spinetta | 5:34     |  |
| 56:50            |                          | |          |  |

## Uso en otros medios
- «Ula ula» fue incluida en la banda sonora de la teleserie Niñas mal 2.
- «Funky futurista» está incluida en el soundtrack del juego FIFA 14.